# Nora (namn)

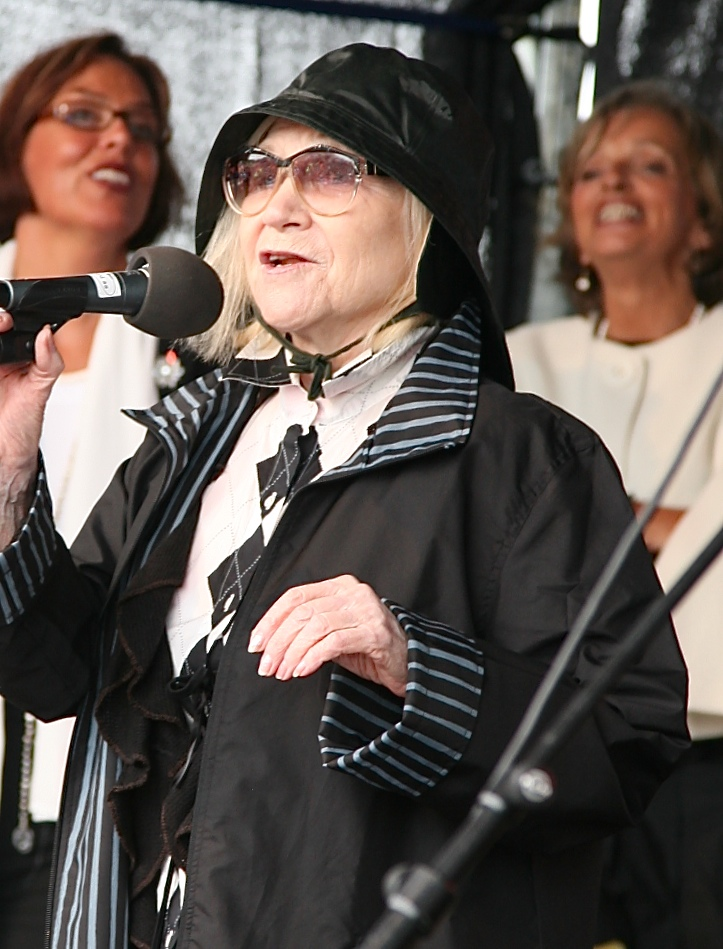
Nora Brockstedt.

Nora är ett kvinnonamn. Namnet, som använts i Sverige sedan 1600-talets slut, blev populärt vid förra sekelskiftet i samband med Ibsens Ett dockhem, men inte lika vanligt som under 1990-talet då namnet blev mycket vanligt. Tuva Novotnys rollfigur i TV-serien Skilda världar hette Nora. Namnet kan vara en förkortning av Eleonora eller en femininform av Nore. 
31 december 2010 fanns det 5.877 personer vid namn Nora i Sverige, varav 4.691 bär namnet som sitt tilltalsnamn.
Namnsdag saknas numera i Sverige, men mellan 1993 och 2001 var det 17 maj. I den finlandssvenska namnsdagslängden har Nora namnsdag 11 juli sedan 1950.

## Berömda personer vid namn Nora/Norah
- Norah Baring, engelsk skådespelerska
- Nora Brockstedt, norsk sångerska
- Nora Dunn, amerikansk skådespelerska
- Nora Ephron, amerikansk regissör och manusförfattare
- Nora May French, amerikansk poet
- Nora Gregor, österrikisk skådespelerska
- Nora Istrefi, kosovoalbansk sångerska
- Norah Jones, amerikansk musiker
- Nora Lum, amerikansk rappare och skådespelare känd under artistnamnet Awkwafina
- Norah McClintock, kanadensisk författare
- Nora Roberts, amerikansk författare.
- Nora Strandberg, svensk boxare och sportjournalist

## Fiktiva
- Nora Helmer, rollfigur i Ibsens Ett dockhem